# Presque Isle (Maine)
Pour les articles homonymes, voir Presque Isle.
Presque Isle (prononcé en anglais : /pɹɛsk aɪl/) est une ville située dans l’État américain du Maine, dans le comté d'Aroostook. Selon le recensement de 2000, sa population est de 9 511 habitants.
Elle accueille des épreuves de la Coupe du monde de biathlon et les Championnats du monde jeunes et juniors de biathlon 2014. C'est lors d'une épreuve à Presque Isle que le biathlète français Alexis Bœuf a remporté sa première victoire en coupe du monde en février 2011.[pertinence contestée]

## Municipalités limitrophes
| Washburn (Maine) | Caribou     | Fort Fairfield (Maine) |
| Mapleton         | Presque Ile |                        |
| Chapman          | Westfield   | Easton                 |